# Washington (Córdova)
Washington (Córdoba) é uma comuna da província de Córdoba, na Argentina.